# Steve Morabito
Steve Morabito (* 30. Januar 1983 in Monthey) ist ein ehemaliger Schweizer Radrennfahrer. Er galt als Bergspezialist.

## Karriere
Nach dem Gewinn der Schweizer Bergmeisterschaft 2005, einem achten Platz an den U23-Weltmeisterschaften sowie einem fünften Platz bei den Schweizer Strassenmeisterschaften wurde Steve Morabito 2006 Mitglied beim UCI ProTeam Phonak Hearing Systems. Sein erster bedeutender Erfolg war der Sieg in der fünften Etappe der Tour de Suisse 2006.
Ab diesem Jahr bestritt Morabito jährlich eine der Grand Tours. Seine besten Platzierungen in den Gesamtwertungen waren jeweils Rang 25 beim Giro d’Italia 2014 und 2015. 2016 startete Steve Morabito im Strassenrennen der Olympischen Spiele in Rio de Janeiro, konnte es aber nicht beenden. 2018 wurde er Schweizer Meister im Strassenrennen. In der Saison 2018 wurde er Schweizer Strassenmeister.
2019 bestritt Morabito mit der Lombardei-Rundfahrt sein letztes Rennen und beendete seine Radsportlaufbahn.

## Erfolge
2006
- eine Etappe Tour de Suisse

2007
- zwei Etappen Herald Sun Tour

2014
- Mannschaftszeitfahren Giro del Trentino

2015
- Bester Schweizer Tour de Suisse

2016
- Schweizer Meisterschaft – Strassenrennen

2018
- Schweizer Meister – Strassenrennen

## Grand-Tour-Platzierungen
| Grand Tour            | 2006 | 2007 | 2008 | 2009 | 2010 | 2011 | 2012 | 2013 | 2014 | 2015 | 2016 | 2017 | 2018 | 2019 |
| --------------------- | ---- | ---- | ---- | ---- | ---- | ---- | ---- | ---- | ---- | ---- | ---- | ---- | ---- | ---- |
| Giro d’ItaliaGiro     | –    | 83   | DNF  | 88   | –    | –    | –    | 34   | 25   | –    | –    | 53   | 79   | –    |
| Tour de FranceTour    | –    | –    | –    | –    | 51   | 49   | –    | 35   | –    | DNF  | 36   | –    | –    | –    |
| Vuelta a EspañaVuelta | 84   | –    | –    | –    | –    | –    | 35   | –    | DNF  | –    | –    | –    | –    | 67   |